# Tom-Erik Kristiansen
Tom-Erik Bang Kristiansen (13 giugno 1992) è un calciatore norvegese, centrocampista del Fløya.

## Caratteristiche tecniche
Kristiansen viene impiegato come terzino sinistro.

## Carriera

### Club
Kristiansen ha giocato nel Fløya. A settembre 2013 è passato al Tromsdalen, per cui ha debuttato nella 2. divisjon in data 22 settembre, schierato titolare nella vittoria per 0-2 sul campo del Levanger. Ha contribuito alla promozione del club in 1. divisjon.
Nel 2014, Kristiansen è passato al Finnsnes. Ha esordito in squadra il 21 aprile, quando è stato schierato titolare nella sconfitta per 3-1 sul campo del Kjelsås, partita valida per il campionato. Il 24 aprile ha realizzato la prima rete, nella vittoria per 1-3 sul campo del Senja, sfida valida per il primo turno del Norgesmesterskapet 2014. Il 12 maggio ha siglato la prima rete in campionato, nella vittoria per 2-1 sul Vålerenga 2. Il 2 dicembre ha rinnovato il contratto che lo legava al club.
Il 21 novembre 2017 è stato presentato come nuovo calciatore del Fløya, a cui si sarebbe aggregato a partire dal 1º gennaio 2018.

### Nazionale
Kristiansen gioca per la Nazionale di calcio a 5 della Norvegia. È stato convocato per la prima volta per le partite amichevoli contro Svezia, Danimarca e Finlandia. Ha esordito nel corso della sfida contro la formazione svedese, pareggiata per 3-3 in data 5 dicembre 2014.

## Statistiche

### Presenze e reti nei club
Statistiche aggiornate al 9 febbraio 2018.
| Stagione        | Club            | Campionato      | Campionato | Campionato | Coppe nazionali | Coppe nazionali | Coppe nazionali | Coppe continentali | Coppe continentali | Coppe continentali | Supercoppe | Supercoppe | Supercoppe | Totale | Totale |
| Stagione        | Club            | Comp            | Pres       | Reti       | Comp            | Pres            | Reti            | Comp               | Pres               | Reti               | Comp       | Pres       | Reti       | Pres   | Reti   |
| --------------- | --------------- | --------------- | ---------- | ---------- | --------------- | --------------- | --------------- | ------------------ | ------------------ | ------------------ | ---------- | ---------- | ---------- | ------ | ------ |
| 2012            | Fløya           | 3D              | 21         | 19         | CN              | 0               | 0               | -                  | -                  | -                  | -          | -          | -          | 21     | 19     |
| gen.-set. 2013  | Fløya           | 3D              | 17         | 10         | CN              | 4               | 3               | -                  | -                  | -                  | -          | -          | -          | 21     | 13     |
| set.-dic. 2013  | Tromsdalen      | 2D              | 2          | 0          | CN              | -               | -               | -                  | -                  | -                  | -          | -          | -          | 2      | 0      |
| 2014            | Finnsnes        | 2D              | 26         | 5          | CN              | 2               | 1               | -                  | -                  | -                  | -          | -          | -          | 28     | 6      |
| 2015            | Finnsnes        | 2D              | 23         | 2          | CN              | 2               | 1               | -                  | -                  | -                  | -          | -          | -          | 25     | 3      |
| 2016            | Finnsnes        | 2D              | 25         | 0          | CN              | 2               | 0               | -                  | -                  | -                  | -          | -          | -          | 27     | 0      |
| 2017            | Finnsnes        | 2D              | 24         | 2          | CN              | 2               | 0               | -                  | -                  | -                  | -          | -          | -          | 26     | 2      |
| Totale Finnsnes | Totale Finnsnes | Totale Finnsnes | 98         | 9          |                 | 8               | 2               |                    | -                  | -                  |            | -          | -          | 106    | 11     |
| 2018            | Fløya           | 3D              | 0          | 0          | CN              | 0               | 0               | -                  | -                  | -                  | -          | -          | -          | 0      | 0      |
| Totale Fløya    | Totale Fløya    | Totale Fløya    | 38         | 29         |                 | 4               | 3               |                    | -                  | -                  |            | -          | -          | 42     | 32     |
| Totale          | Totale          | Totale          | 138        | 38         |                 | 12              | 5               |                    | -                  | -                  |            | -          | -          | 150    | 43     |